# 오구 (영화)
"오구"는 2003년에 개봉한 대한민국의 영화이며 어린 시절 영화감독이 꿈이었던 이윤택 연극인이 해당 영화를 통해  영화감독 데뷔했다.

## 캐스팅
- 강부자 : 황 노모, 황씨 할매 역
- 이재은 : 미연 역
- 김경익 : 용택 역
- 전성환 : 석출 역
- 정동숙 : 며느리 역
- 이협수 : 맏아들 역
- 김소희 : 소희 역
- 이윤주 : 윤주 역
- 조영진 : 저승사자 1 역
- 곽도원 : 병규 역
- 강영구 : 영구 역
- 김추련 : 병규 부 역
- 한갑수 : 취객 역
- 권철 : 권 주사 역
- 김현희 : 라디오 성우/동네 아낙 역
- 815밴드 (특별출연)